# Руждьяк, Владимир

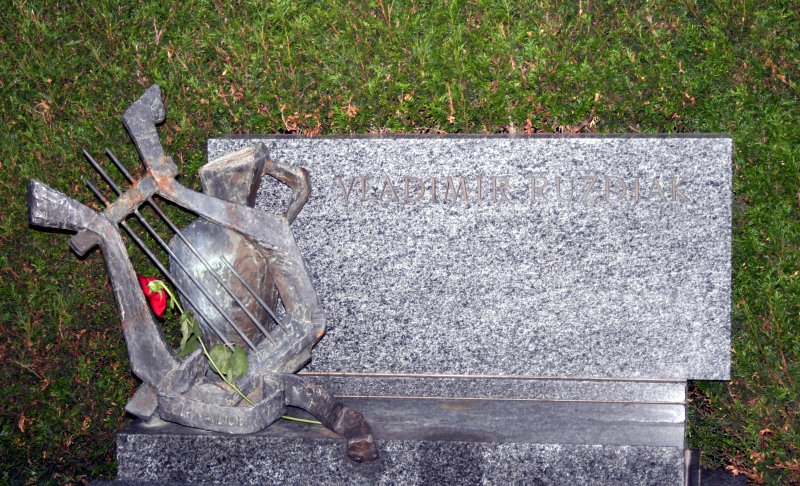
Могила Владимира Руждьяка

 Владимир Руждьяк  (хорв. Vladimir Ruždjak; 21 сентября 1922, Загреб — 9 ноября 1987, там же) — хорватский певец (баритон), оперный режиссёр и композитор.

## Биография
В 1946 году окончил Музыкальную академию в Загребе у М. Рейзера (пение). Дебютировал в 1946 году в Национальном театре Загреба (пел там в 1947 — 1954 годах). Солист оперных театров в Гамбурге (1954 — 1972, с 1969 — «камерзингер»), Сан-Франциско (1961), Нью-Йорке («Метрополитен-опера», 1962 — 1964) и Лондоне (1966). С 1970 года — профессор по классу пения в загребской Музыкальной академии. Гастролировал во многих странах, в том числе в СССР (1967), участвовал в музыкальных фестивалях.
Выступал в концертах. Поставил оперы «Окунитесь» Лисинского, «Пеллеас и Мелизанда», «Золушка» Джоаккино Россини и другие.
Произведения
- Сюита для малого оркестра (1948), пьеса (музыкальная сказка) для оркестра «Ежовый домик» (хорв. Jezeva kucica);
- Квинтет для духовых (1949);
- Для хора с оркестром — Истрийская сюита (1948), Ночные песенки (Nocne pjesmice, 1950), предгорные песни (1951);
- Хоры a cappella;
- Романсы, детские песни;
- Народные песни для голоса с фортепиано.